# 肯套

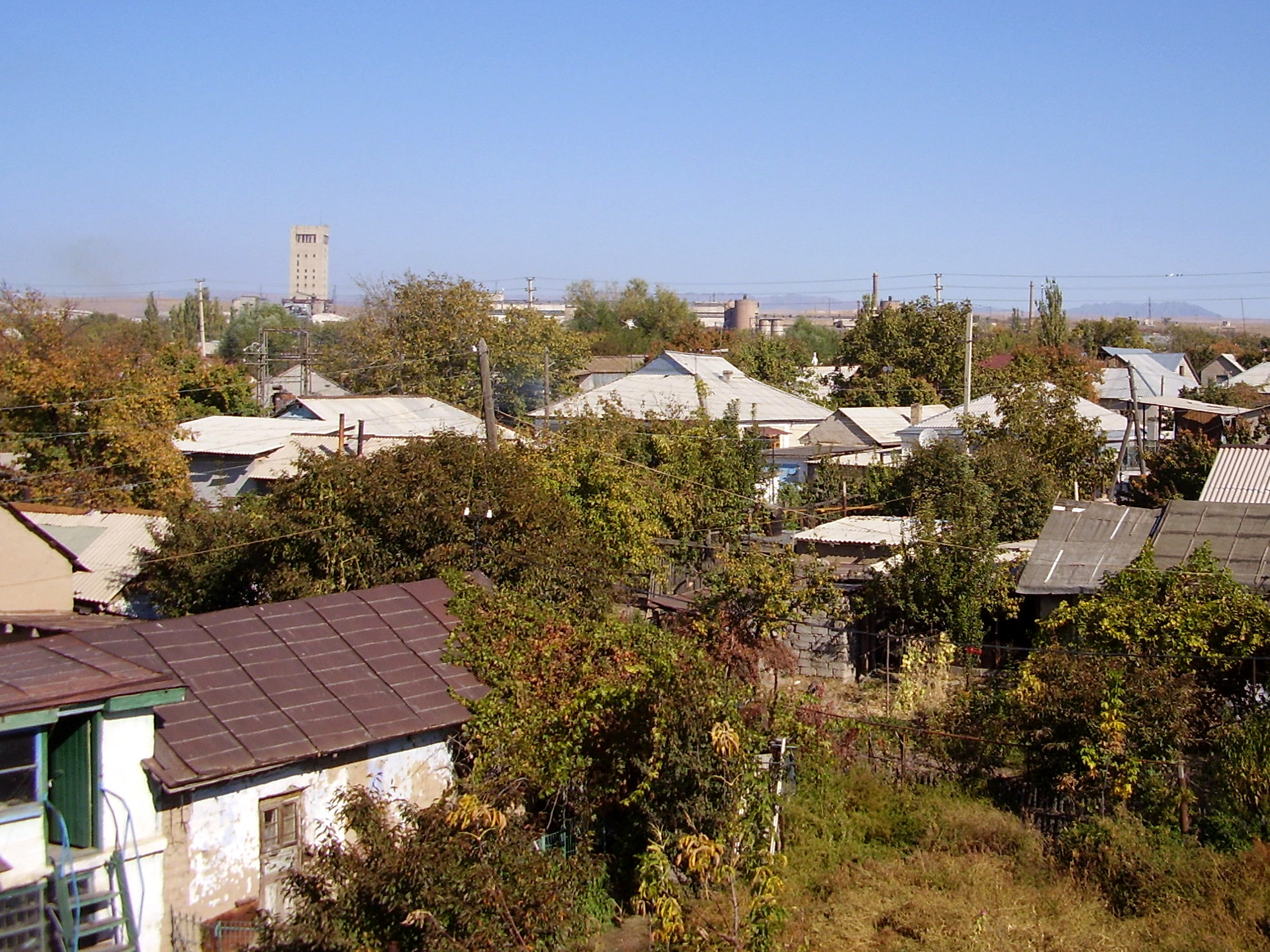
肯套

肯套是哈薩克的城鎮，由突厥斯坦州負責管轄，位於該國南部，距離突厥斯坦30公里，始建於1955年4月，2008年人口60,799。

## 外部連結
- Кентау қаласы туралы （页面存档备份，存于）(Kazakh)

43°31′N 68°31′E / 43.517°N 68.517°E